# Smaragdváros
A Smaragdváros a Ghymes együttes hetedik nagylemeze, amely az EMI kiadásában jelent meg Magyarországon 2000 novemberében. Az Európai Világzenei Toplistán 2001 márciusában az előkelő 11. helyet foglalta el (World Music Charts Europe).

## Kiadásai
- 2000 CD, MC

## Dalok
1. A pénz szaga - kelet-nyugati átjáró Archiválva 2006. március 4-i dátummal a Wayback Machine-ben (Szarka Tamás) – 4:26
2. Smaragdváros Archiválva 2006. március 4-i dátummal a Wayback Machine-ben (Szarka Tamás) – 6:14
3. Pirula Archiválva 2006. március 4-i dátummal a Wayback Machine-ben (Szarka Tamás) – 5:37
4. Szárnyaskezű szeretők Archiválva 2006. március 4-i dátummal a Wayback Machine-ben (Szarka Tamás) – 4:19
5. Jézuska kiscsizmája Archiválva 2006. március 4-i dátummal a Wayback Machine-ben (Szarka Tamás) – 4:48
6. Tüzet viszek Archiválva 2007. január 23-i dátummal a Wayback Machine-ben (Szarka Gyula - Szarka Tamás) – 5:43
7. Száztalléros Archiválva 2006. március 4-i dátummal a Wayback Machine-ben (Ghymes) – 4:13
8. Vetkőzős dal Archiválva 2006. március 4-i dátummal a Wayback Machine-ben (Szarka Gyula - John Donne / Faludy György fordítása) – 5:33
9. Északi szél Archiválva 2006. március 4-i dátummal a Wayback Machine-ben (Szarka Tamás) – 4:53
10. Duna partján Archiválva 2006. március 4-i dátummal a Wayback Machine-ben (Szarka Gyula - Szarka Tamás) – 5:03
11. Kétszaxis Archiválva 2006. március 4-i dátummal a Wayback Machine-ben (Szarka Tamás) – 6:00

## Az együttes tagjai
- Szarka Tamás –  ének, hegedű, koboz, gitár, bőgő, nagydob, kórus
- Szarka Gyula – ének, bőgő, lant, gitár, tökcitera, kórus
- Buják Andor – brácsa, töröksíp, alt- és szopránszaxofon, doromb, kórus
- Buják Krisztián – duda, furulyák, altszaxofon, tarabuka, rototom, nagydob, djembe, kórus
- Pukkai Attila – cimbalom

Közreműködött:
- Farnbauer Péter – szintetizátor (2, 3, 5, 7-9)
- Kiss Bernadett – ének, vokál (1, 10)
- Lau János – ütősök, dobok (1, 7, 9, 11)
- Pajzs Miklós – dorombének / khömi (6)
- Skuta Miklós – szintetizátor (1, 4, 6, 10, 11)
- Nagy Judit – vokál (3)
- Tóth Gabriella – vokál (3)
- Tóth Ildikó – vokál (3)
- Jana Brezová – cselló (1, 3)
- Radomir Cikatricis – hegedű (1, 3)
- Miriam Krajčiová – hegedű (1, 3)
- Veronika Lénártová – viola (1, 3)
- Viliam Schovanec – hegedű (1, 3)